# 1942 (jogo eletrônico)
1942 é um jogo de tiro de rolagem vertical shoot 'em up feito pela Capcom que foi lançado para arcade em 1984. Foi o primeiro jogo da série 19XX. Foi seguido pelo 1943: The Battle of Midway.
1942 é ambientado na Guerra do Pacífico durante a Segunda Guerra Mundial. O objetivo é chegar a Tóquio e destruir toda a frota aérea japonesa. O jogador pilota um avião conhecido como o "Super Ace" (mas sua aparência é claramente a de um Lockheed P-38 Lightning). O jogador tem que derrubar aviões inimigos e evitar o fogo inimigo; podendo fazer um  roll' ou "loop-the-loop". Durante o jogo, o jogador pode acumular uma série de power-ups, um dos quais permite que o avião seja escoltado por dois caças menores em formação.